# Martin Fontius
Martin Fontius (* 20. September 1934 in Jena) ist ein deutscher Literaturwissenschaftler (Romanist).
Fontius wurde 1964 an der Universität Leipzig mit einer Dissertation über die Veröffentlichungsgeschichte Voltaires zum Dr. phil. promoviert. In den folgenden Jahren spezialisierte er sich auf literarische und geistesgeschichtliche Aspekte der Aufklärung in Frankreich und Deutschland. Nachdem ihn die Akademie der Wissenschaften der DDR 1988 zum Dr. sc. promoviert hatte, wurde er 1989 zum Professor ernannt. Nach der Wende war er von 1991 bis 1992 Direktor des Zentralinstituts für Literaturgeschichte der Akademie, anschließend war er bis 1995 als kommissarischer Leiter an der Bildung des Forschungsschwerpunkts Europäische Aufklärung beteiligt, der 1996 als außeruniversitäres Forschungszentrum an der Universität Potsdam angesiedelt wurde. Fontius war von 1996 bis zu seiner Pensionierung 1999 Direktor dieses Forschungszentrums. Sein Nachfolger war von 1999 bis 2007 Günther Lottes.

## Publikationen (Auswahl)
- mit Anneliese Klingenberg (Hrsg.): Karl Philipp Moritz und das 18. Jahrhundert. Niemeyer, Tübingen 1995, ISBN 3-484-10724-3.